# Vier Grenzen
Vier Grenzen ([fiːɐ̯ ɡʁɛnt͡sən] ) lautet der Name einer kurzen Wohnstraße in Hannover, die von der Podbielskistraße zur Richard-Wagner-Straße im heutigen hannoverschen Stadtteil List führt. Auf historisches Blaubasaltpflaster wurde eine Asphaltdecke aufgebracht, die im Laufe von Jahrzehnten abgefahren wurde. So ist das alte Pflaster weitgehend wieder zu Tage getreten. Die Straße ist durch zwei Platanen geprägt, die die Sackgasse zur Podbielskistraße hin abschließen.

## Geschichte
Im Bereich Vier Grenzen lag ein historisches Wegekreuz an der alten Landstraße nach Celle.
Der im Jahr 1913 amtlich vergebene Straßenname wurde laut den Hannoverschen Geschichtsblättern des Jahres 1914 so benannt:

„[…] zur Erinnerung daran, daß in ihrer Nähe die Grenze der Stadt Hannover mit den Grenzen der früheren politischen Gemeinden List, Groß-Buchholz und Klein-Buchholz zusammenstieß.“

Wolfram Hänel und Ulrike Gerold weisen demgegenüber in ihrem Stadtführer Hannover – unterm Schwanz und ümme Ecke zur Namensdeutung darauf hin, dass an dieser Stelle vier Lister Gehöfte aneinander gestoßen seien.
An diesem Ort fand sich laut den Adressbüchern der Stadt Hannover ab 1926 zunächst unter der Anschrift Podbielskistraße 43 das von dem Gastwirt Karl Uelze betriebene Gasthaus Vier Grenzen, das ab 1962 von demselben Besitzer, dann aber unter der neuen Hausnummer 96, als Hotel Vier Grenzen betrieben wurde. In der Nachbarschaft findet sich die Uelzestraße.
Noch Anfang der 1990er Jahre lebte die Witwe des Werbeberaters Hans Buchholz im Hause Vier Grenzen 1.

## Verkehr

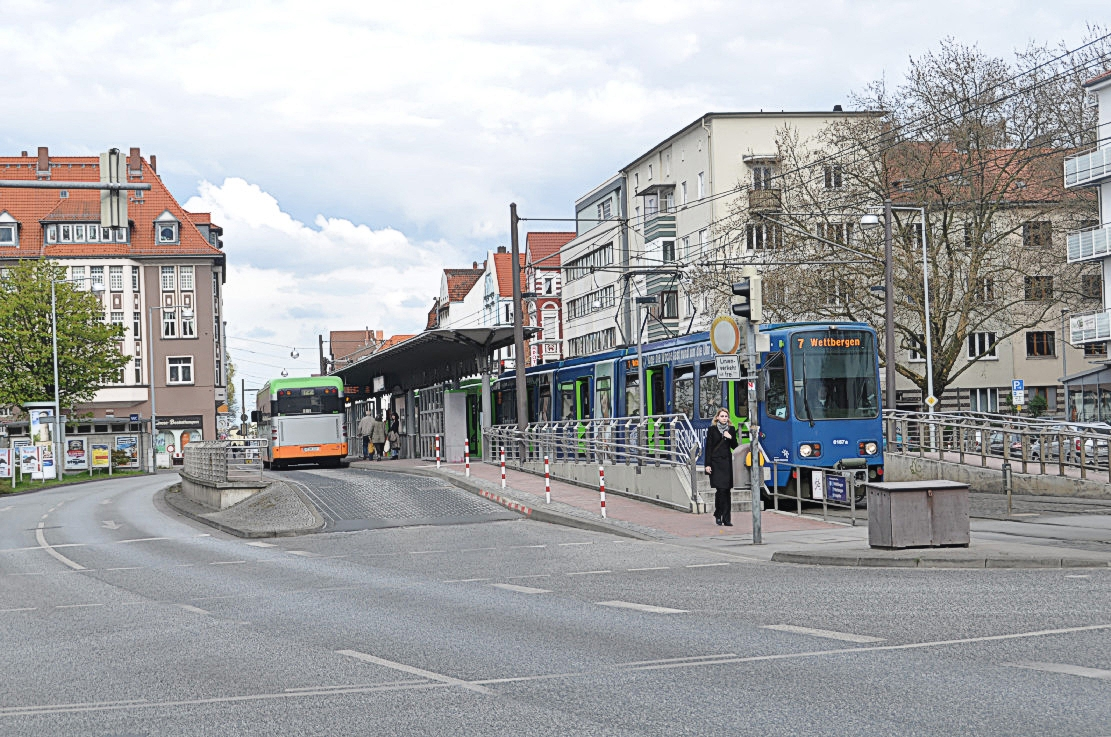
Haltestelle Vier Grenzen der ÜSTRA für die Straßenbahn und für Linienbusse in der Mitte der Podbielskistraße

An der Haltestelle Vier Grenzen verkehren die Stadtbahnlinien 3, 7 und 13 sowie Linienbusse der ÜSTRA. Sie ist als beidseitiger Hochbahnsteig ausgebaut. Eine Besonderheit ist, dass Busse der hier endenden und startenden Linie 122 eine Rampe hinauffahren, um einen kurzen Umstiegsweg zu den am gleichen Bahnsteig stadteinwärts abfahrenden Stadtbahnen zu ermöglichen. Bei der Abfahrt Richtung Langenhagen fahren sie dann signalgesichert entgegen der Fahrtrichtung des Autoverkehrs auf der Podbielskistraße in die Straße Am Listholze. Außerdem verkehrt hier die Linie 133 von Melanchthonstraße nach Pappelwiese.
| Linie | Verlauf | Takt                                       |
| ----- | --- | ------------------------------------------ |
| 3     | Altwarmbüchen – Paracelsusweg – Noltemeyerbrücke – Vier Grenzen – Lister Platz – Hauptbahnhof – Kröpcke – Markthalle/Landtag – Waterloo – Allerweg – Bahnhof Linden/Fischerhof – Wallensteinstraße – Mühlenberger Markt – Wettbergen              | 10 min (werktags) 15 min (sonn-/feiertags) |
| 7     | Misburg – Schierholzstraße – Paracelsusweg – Noltemeyerbrücke – Vier Grenzen – Lister Platz – Hauptbahnhof – Kröpcke – Markthalle/Landtag – Waterloo – Allerweg – Bahnhof Linden/Fischerhof – Wallensteinstraße – Mühlenberger Markt – Wettbergen | 10 min (werktags) 15 min (sonn-/feiertags) |
| 13    | Fasanenkrug – Noltemeyerbrücke – Vier Grenzen – Lister Platz – Hauptbahnhof – Kröpcke – Markthalle/Landtag – Waterloo – Allerweg – Bahnhof Linden/Fischerhof – Wallensteinstraße – Hemmingen                                                      | 10 min (werktags) 15 min (sonn-/feiertags) |